# Aeroportul Municipal Bismarck
Aeroportul Municipal Bismarck (IATA: BIS, ICAO: KBIS, FAA LID: BIS) este un aeroport din Comitatul Burleigh, Dakota de Nord, Dakota de Nord, Statele Unite ale Americii ce deservește zona Bismarck. Aeroportul a fost tranzitat în 2019 de 623.236 de pasageri. A fost numit după zona deservită.
Situat la o altitudine de 506 m, aeroportul dispune de 2 piste.

## Infrastructură

### Piste
Aeroportul dispune de 2 piste. Pista 03/21 are suprafața de asfalt și dimensiunile 6.600 picioare × 100 picioare. Pista 13/31 are suprafața de asfalt și dimensiunile 8.794 picioare × 150 picioare. 